# Arthroleptis kutogundua
Arthroleptis kutogundua es una especie de anfibio anuro de la familia Arthroleptidae.

## Distribución geográfica
Esta especie es endémica de la región de Mbeya en Tanzania. Habita entre los 2000 y 2400 m de altitud en el cráter de Ngozi en las montañas de Poroto.

## Publicación original
- Blackburn, 2012 : New Species of Arthroleptis (Anura: Arthroleptidae) from Ngozi Crater in the Poroto Mountains of Southwestern Tanzania. Journal of Herpetology, vol. 46, n.º 1, p. 129-135.[3]